# لاسلو ماتي
لاسلو ماتي هو سياسي مجري، ولد في 24 يناير 1954 في بودابست في المجر، وتوفي في 11 أغسطس 2019. نشط حزبياً في حزب العمال الاشتراكي المجري. وقد انتخب عضو الجمعية الوطنية المجرية ‏.